# Manda nearctica
Manda nearctica är en skalbaggsart som beskrevs av Moore 1964. Manda nearctica ingår i släktet Manda och familjen kortvingar. Inga underarter finns listade i Catalogue of Life.